# Skupenství
Skupenství neboli stav je konkrétní forma látky, charakterizovaná především uspořádáním částic v látce a projevující se typickými vlastnostmi.
Pro označení skupenství se také používá pojem fáze, který je však obecnější než skupenství, neboť látka může za různých teplot a tlaků existovat v jednom skupenství, ale v různých fázích, lišících se např. krystalovou stavbou.
Čistá látka může v rovnovážném stavu za dané teploty a tlaku existovat buď v jedné, ve dvou, nebo nejvýše ve třech fázích současně. To je graficky popisováno fázovým diagramem, někdy nazývaným též stavový diagram. Na osu x se obvykle vynáší teplota a na osu y tlak. Jednotlivé oblasti roviny grafu odpovídají existenci jediné fáze, hraniční křivky mezi oblastmi odpovídají koexistenci dvou fází a v bodech, v nichž se setkávají tři křivky (tzv. trojný bod), mohou existovat současně tři fáze.
Nejčastěji rozlišujeme tři skupenství pevné, kapalné a plynné, která jsou běžná v našem okolí. Jako čtvrté skupenství bývá často označováno plazma.
Skupenství látky úzce souvisí s vnitřní energií. Změny vnitřní energie mohou vést ke změně skupenství látky.

## Výčet skupenství
- Pevná látka se vyznačuje pevným, často pravidelným uspořádáním částic. Těleso z pevné látky drží svůj tvar, i když není uzavřeno do nějakého objemu. Síly mezi částicemi pevné látky jsou obvykle silnější než síly, které by způsobily jeho rozpad, nejčastěji se uvažuje gravitační síla s velikostí srovnatelnou s pozemskými podmínkami.

- V kapalině jsou částice látky stále drženy pohromadě slabými silami, ale již nejsou pevně uspořádány. Kapaliny (téměř) nejdou stlačit. Kapalinu je nutno uchovávat v nádobách, protože nedokáže udržet svůj tvar – rozlévá se. Kapaliny společně s plyny se také označují jako tekutiny.

- Plyn patří s kapalinou do skupiny tekutin. Částice plynu již nejsou drženy pohromadě žádnými silami a ovlivňují se pouze při vzájemných srážkách. Oproti kapalině bývá mnohem snadněji stlačitelný. Plyn nelze skladovat v otevřené nádobě, musíme ho uzavřít ze všech stran, protože ačkoli střední volná dráha částic je obvykle poměrně malá, postupem času by z otevřené nádoby vyprchával a mísil se s atmosférou.

- Za čtvrté skupenství se obvykle považuje plazma. Je to poněkud zvláštní skupenství, protože chemie již nedokáže popsat chování látek v něm. Z fyzikálního hlediska ale není jedno, zda jde třeba o plazma vodíkové nebo heliové. Podstatným kritériem, podle kterého lze rozhodnout, zda látka je plazmatem, je existence některých kolektivních procesů, například společné specifické reakce na elektromagnetické pole. 99 % veškeré viditelné hmoty ve vesmíru je ve skupenství plazmatu. Druhy plazmatu:
  - Běžné plazma: Některé elektrony (zejména ty valenční) mají dostatečnou energii, aby se uvolnily z elektronového obalu
  - Termonukleární plazma: atomární obaly většinou neexistují, látka je směsicí holých jader a volných elektronů. V tomto stavu je plazma v jádrech hvězd, kde probíhá termojaderná syntéza.
  - Nukleonové plazma: vysokou teplotou nebo tlakem jsou rozrušena sama jádra atomů. Látka je směsicí elektronů, protonů a neutronů. Nukleonové plazma se ve vesmíru objevilo přibližně v čase 10 mikrosekund po vzniku vesmíru, kdy se z kvarků tvořily první protony a neutrony. Nachází se také ve vnějších obalech explodující supernovy, kde jeho vznik vyvolá stlačení plynů rázovou vlnou. V obálce krátkodobě probíhají překotné termonukleární reakce vedoucí ke vzniku těžkých prvků.
  - Kvarkové-gluonové plazma

- Kvarkgluonovým plazmatem se nazývá páté skupenství, které se dosahuje při velmi vysoké teplotě (větší než 1012 K), kdy se kvarky a gluony začnou chovat jako volné částice. V tomto případě již opravdu ztrácí smysl mluvit o prvcích, ze kterých je látka složena. Poprvé bylo pozorováno v 90. letech 20. století při srážkách jader těžkých prvků na urychlovačích. Jeho objev byl oznámen 10. února 2000.

- Bose-Einsteinův kondenzát je látka tvořená bosony při teplotě blížící se absolutní nule (0 kelvinů neboli −273,15 °C). Za takovýchto podmínek má velká část atomů minimální kvantovou energii. Kvantový efekt je pozorovatelný na makromolekulární úrovni. Příkladem Boseho-Einsteinovy kondenzace je extrémně zchlazený oblak atomů s celočíselným spinem, kdy všechny atomy přejdou do stejného kvantového stavu a vykazují makroskopicky pozorovatelné kvantové chování.

- Supratekutost – Supratekutá látka nebo též supratekutina (z lat. supra = nad) je kapalina s nulovou viskozitou. Tato vlastnost se nazývá supratekutost. Donedávna byla pozorovaná jen u helia při teplotách blízkých absolutní nule.

- Fermiho plyn, Degenerovaný Fermiho plyn nebo též Fermiho atomární plyn je stav fermionů, kdy při absolutní nule fermiony obsazují energetické hladiny od nejnižší tak, aby v žádném stavu nebyl víc než jeden. Na jedné energetické hladině se může vyskytovat více částic, pokud se liší dalším kvantovým číslem. Poslední obsazené energetické hladině se říká Fermiho energie (EF).

- Atomy zchlazené na absolutní nulu se nazývají Fermionický kondenzát. Částice v tomto stavu ztratí veškerou energii. Látka v tomto skupenství přenáší energii téměř beze ztrát.

- Při vysokých hustotách látky jsou všechny energetické hladiny elektronů obsazeny až do určité maximální energie, které odpovídá určitá maximální hybnost; tomuto stavu se říká degenerace, jedná se o degenerovaný elektronový plyn. Každý další elektron musí zaujmou novou vyšší energetickou hladinu a mít tím i vyšší hybnost. Toto skupenství hmoty je pozorovatelné v bílých trpaslících.

- Degenerovaný neutronový plyn vzniká při obrovských hustotách, kdy jsou elektrony „vmáčknuty“ gravitací do jádra, kde se společně s protony přemění na neutrony. Látky v tomto skupenství se vyskytuje na povrchu neutronových hvězd.

## Přechody mezi skupenstvími

### Pevná látka – kapalina
Přechodu od pevné látky ke kapalině se říká tání. Opačný jev se nazývá tuhnutí. Aby těleso přešlo z pevné fáze do kapalné, musíme mu dodat skupenské teplo tání . Na mikroskopické úrovni se to rovná dodání energie částici, která bude větší než energie vazby, která částici v pevné látce drží.
Není potřeba, aby pevné těleso mělo nějakou konkrétní teplotu, aby se některé částice z něj uvolňovaly do kapalné fáze. V případě ale, že teplota dosáhne bodu tání, přechod do kapalné fáze nastane spontánně v celém jeho objemu.

### Kapalina – plyn
Přechodu od kapaliny k plynu se říká vypařování. Opačný jev se nazývá zkapalnění. Aby těleso přešlo z kapalné fáze do plynné, musíme mu dodat skupenské teplo varu. Na mikroskopické úrovni se to rovná dodání energie částici, která bude větší než energie vazby, která částici v kapalině drží.
Není potřeba, aby kapalné těleso mělo nějakou konkrétní teplotu, aby se některé částice z něj uvolňovaly do plynné fáze. V případě ale, že teplota dosáhne bodu varu, přechod do plynné fáze nastane spontánně v celém jeho objemu. Tehdy mluvíme o varu.

### Pevná látka – plyn
Pokud částici na mikroskopické úrovni dodáme tolik energie, že se přetrhne nejen vazba, která ji držela na pevném místě, ale také vazba, která by ji udržela v kapalině, částice se uvolní jako plyn. V některých vhodných případech lze tento přechod pozorovat i na makroskopické úrovni a říká se mu sublimace. Opačný jev se nazývá desublimace. Někdy se můžeme setkat s pojmem sublimace pro oba směry.

### Přechod k plazmatu
Zde není rozhodující, zda první skupenství je plynné, kapalné nebo pevné. Látka se změní kvalitativně v úplně novém směru – uvolní část nebo všechny své elektrony z atomových obalů. Rozhodující přitom není, jak silná ionizace proběhne, ale zda tato ionizace bude mít vliv na kolektivní chování látky. I velmi slabě ionizovaná látka může být plazmatem (například ionosféra), ale na druhou stranu třeba plamen ohně se za plazma obvykle nepovažuje.
Ekvivalentem skupenského tepla zde může být energie potřebná k ionizaci.
(Plazma je vysoce ionizovaný plyn při samostatném výboji.)

### Přechod ke kvark gluonovému plazmatu
Tento přechod byl zatím pozorován jen ve velmi speciálních případech. Dodnes není zcela jasné, jaké všechny děje při přechodu z normálního stavu hmoty (ve smyslu existence nukleonů) do stavu kvark gluonového plazmatu probíhají. Mnoho odpovědí by měl přinést urychlovač částic LHC (Large Hadron Collider) v CERNu se soustavou detektorů pro projekt ALICE (A Large Ion Collider Experiment) dokončenou roku 2008.